# زبان سکایی پونتی
زبان سکایی پونتی زبانی سکایی بود که در گذشته در غرب آسیا و شرق اروپا بین سده‌های هشتم تا دوم پیش از میلاد توسط اسکیث‌ها گفتگو می‌شد.
منابع اصلی برای واژگان زبان سکایی همچنان نام‌های جغرافیایی، قبیله‌ها و اشخاص سکایی در متون یونانی باستان و کتیبه‌های یونانی یافت‌شده در مستعمرات یونانی در ساحل شمالی دریای سیاه هستند. این نام‌ها نشان می‌دهند که زبان سرمتی شباهت‌های نزدیکی با زبان اوستیایی امروزی داشته است.